# Ein Damenbrevier
Ein Damenbrevier ist eine Rezension Franz Kafkas von Franz Bleis Erzählband Die Puderquaste. Ein Damenbrevier, erschienen 1909.

## Veröffentlichung
Ein Damenbrevier gehört zu den Texten, die zu Kafkas Lebzeiten erschienen. Abgedruckt wurde diese Rezension in der von Herwarth Walden betreuten Zeitschrift Der neue Weg herausgegeben von der Genossenschaft deutscher Bühnenangehöriger am 6. Februar 1909.

## Inhalt
In diesem kurzen Text, der eine Buchbesprechung von Franz Bleis Erzählband Die Puderquaste. Ein Damenbrevier darstellt, gelingt es Franz Kafka mit subtiler Ironie den Stil des Autors nachzuahmen. Kafka benutzt dabei eingangs das positive Bild eines Schwimmers, ein Motiv, das sowohl im Leben Kafkas, der begeisterter Schwimmer war, als auch in seinen Schriften immer wieder auftritt. Siehe, allerdings in negativerer Form, das Ende von Das Urteil oder Kafkas Vorstellung vom großen Schwimmer wie er es im Fragment Der große Schwimmer thematisiert hat.
Franz Blei war zu dieser Zeit Herausgeber der Literaturzeitschrift Hyperion, in der im März 1908 Betrachtung als erster veröffentlichter Text Kafkas erschienen war.
Kafka veröffentlichte noch eine zweite Buchrezension von Felix Sternheims Roman der Jugend.

## Zitat
- „Wenn man sich in die Welt aufatmend entläßt, wie vom hohen Gerüst der Schwimmer in den Fluß, gleich und später manchmal von Gegenstößen wie ein liebes Kind verwirrt, aber immer mit schönen Wellen zur Seite in die Luft der Ferne treibt, dann mag man wie in diesem Buch ziellos mit geheimem Ziel die Blicke über das Wasser richten, das einen trägt und das man trinken kann und das für den auf seiner Fläche ruhenden Kopf grenzenlos geworden ist.“

## Rezeption
„‚... eine kurze Rezension...mit feiner Ironie, versteckt hinter einem lyrisch gefärbten, jede begriffliche Analyse vermeidenden Stil, registriert er dabei die versnobt-geschmäcklerische Attitüde, die Blei der Sammlung  verliehen hat.‘“

„„Auch sein (Kafkas)Text über Bleis Puderquaste ist weniger eine Rezension als vielmehr eine dichte Abfolge durch die Lektüre angeregter, scheinbar nach eigenen Gesetzen sich fortpflanzender bildlicher Assoziationen, wie sie für seinen frühen Stil charakteristisch sind. Über den Inhalt des rezensierten Buches hingegen erfährt der Leser so gut wie nichts -abgesehen davon, dass es sich um einen ‚Beichtspiegel‘ handeln soll.““

## Ausgaben
- Franz Kafka: Drucke zu Lebzeiten. Herausgegeben von Wolf Kittler, Hans-Gerd Koch und Gerhard Neumann. Fischer Verlag, Frankfurt am Main 1996, S. 381–383.

## Sekundärliteratur
- Jutta Heinz: Literaturkritische und literaturtheoretische Schriften. In: Manfred Engel, Bernd Auerochs (Hrsg.): Kafka-Handbuch. Leben – Werk – Wirkung. Metzler, Stuttgart / Weimar 2010, ISBN 978-3-476-02167-0, S. 134–142, bes. 134 f.
- Peter-André Alt: Franz Kafka: Der ewige Sohn. Eine Biographie. Verlag C.H. Beck, München 2005, ISBN 3-406-53441-4.
- Reiner Stach Kafka: Die Jahre der Erkenntnis. S. Fischer, Frankfurt am Main 2008, ISBN 978-3-10-075119-5.
- Reiner Stach. Ist das Kafka? 99 Fundstücke. Fischer Verlag GmbH, Frankfurt/Main 2012, ISBN 978-3-596-19106-2.